# Åland och Europeiska unionen
Åland har en särskild relation till Europeiska unionen (EU) genom landskapets status som autonom region inom Finland. Förhållandet regleras i Ålandsprotokollet, en bilaga till Finlands anslutningsfördrag. Protokollet ger Åland undantag från delar av EU:s regelverk, bland annat inom beskattning och rätten att äga fast egendom. Relationens grund formades genom folkomröstningar 1994 och ett beslut i Ålands lagting i samband med Finlands EU-inträde den 1 januari 1995.

## Historisk bakgrund
När Finland förhandlade om medlemskap i EU på 1990-talet blev Ålands ställning en del av förhandlingarna. Frågan var känslig eftersom medlemskapet skulle påverka självstyrelsen och möjligheten att behålla lokala regler om markägande och beskattning.  
I november 1994 hölls två separata folkomröstningar på Åland: en om Finlands medlemskap och en om Ålands deltagande. Båda gav majoritet för ja. Efter omröstningarna godkände lagtinget medlemskapet på villkor att Ålands särställning skrevs in i anslutningsfördraget. Resultatet blev Ålandsprotokollet, som antogs tillsammans med Finlands anslutningsakt.

## Särställning och rättsliga undantag

### Rättslig grund
Ålandsprotokollet är en del av EU:s primärrätt och erkänner landskapets särskilda status. Det fastställer att undantag från vissa delar av EU-lagstiftningen gäller för Åland.

### Centrala undantag
- Åländsk hembygdsrätt: Godtas av EU som grund för att begränsa rätten att äga fast egendom, bedriva näring och rösta i lagtingsval.
- Skatteundantag: Åland står utanför EU:s system för mervärdesskatt och punktskatt på varor.[3]

Handel mellan Åland och övriga EU – även Fasta Finland – räknas som import och export. Detta gör det möjligt att behålla skattefri försäljning (taxfree) av bland annat alkohol och tobak på fartyg och flyg som trafikerar Åland.

## Effekter av särställningen
Skatteundantaget har bidragit till att bevara färjetrafik och arbetstillfällen kopplade till taxfreeförsäljning. Hembygdsrätten har fortsatt att skydda lokalt markägande och näringslivsstruktur, men har ibland ifrågasatts inom EU för att den begränsar etableringsfriheten.
Undantagen innebär samtidigt att vissa EU-regler inte gäller fullt ut på Åland, vilket påverkar handel och näringsverksamhet. Anpassningar har ibland behövt göras för att förena självstyrelsens bestämmelser med EU-lagstiftningen.

## Ålands representation och internationella nätverk
Åland har ingen egen plats i Europaparlamentet utan ingår i Finlands valkrets. Landskapsregeringen deltar i Finlands delegation till Europeiska unionens regionkommitté och kan där föra fram regionala intressen.
Ålands lagting är även medlem i Nätverket för regionala lagstiftande församlingar (CALRE), ett samarbetsorgan för europeiska regioner med egen lagstiftningsmakt. Genom nätverket samarbetar Åland med andra självstyrande områden och deltar i gemensamma politiska initiativ.
| Europeiska flaggan | EU-portalen – temasidan för Europeiska unionen på svenskspråkiga Wikipedia. |